# Pranoprofene
Il pranoprofene è un farmaco anti-infiammatorio non steroideo.
È usato in oftalmologia come antinfiammatorio per uso topico per la congiuntivite allergica cronica e, in associazione al fluorometolone, nel post-operatorio del trapianto di cornea
Esso è risultato efficace nel ridurre l'infiammazione e il dolore anche dopo l'intervento chirurgico per lo strabismo.
Per il trattamento di dolori locali e dell'infiammazione, si stanno valutando formulazioni non standard come le nanostrutture in pranoprofene, che sembravo essere efficaci e sicuri.